# Ilias, 11. Buch
Der elfte Gesang – so seit Johann Heinrich Voß ein geläufiger Begriff für die einzelnen ›Bücher‹ der homerischen Ilias – wird auch kurz mit  Λ (La[m]bda, griech. λά[μ]βδα) bezeichnet, welches der elfte Buchstabe des griechischen Alphabets ist.
Er kann zudem in zwei thematische Abschnitte gegliedert werden,
Λ1, (nach Voß) die Aristie des Agamemnon, die eigentlich nur einen Abschnitt dieses Teils umfasst, und Λ2, die Nestor-Patroklos-Episode.

## Vorgeschichte
Mit dem elften Gesang beginnt der dritte Kampftag der Ilias, der bis einschließlich Σ andauert. Auch nach Odysseus’ und Phoinix’ Überredungsversuch in Ι (sprich: ›Iota‹, neutr.) hat Achill von seinem Zorn (=griech. μῆνις, fem.) nicht abgelassen. Die Götter sind seit Zeus’ Verbot in θ nicht mehr am Kampf beteiligt.

## Aufbau
Der erste Teil (Λ1) schildert nach einem Vorspiel – Weckruf der Achaier-Helden durch Eris, Wappnung des Agamemnon und Aufmarsch beider Heere – die Großtaten des Agamemnon. Es treten bald auch Odysseus und Diomedes auf, werden aber verwundet, und auch Aias kann nicht mehr standhalten.
Plötzlich wechselt der Schauplatz.
In der Nestor-Patroklos-Episode (Λ2) Patroklos ist auf Weisung Achills bei Nestor: Er trägt Patroklos auf, Achill wieder zum Kampf zu ermutigen.

## Inhalt
Die Zahlen bezeichnen im Folgenden die Verszeilen dieses Gesanges.

### Λ1(1-595): Die Aristie des Agamemnon (›Ἀγαμέμνονος ἀριστεία‹)
1-66 (Vorspiel): Nachdem sich Eos, die Morgenröte, erhoben hat, weckt Eris die Achaier-Helden und flößt ihnen Kampfesmut ein. Agamemnon befiehlt allen, sich vorzubereiten, und ausführlich wird beschrieben, wie er sich selber wappnet. Beide Heere marschieren auf; unter den Troern ragt Hektor hervor.
67-180: Kurz wird in das Kampfgeschehen zwischen Troern und Achaiern eingeleitet, in das die Götter aufgrund des Verbotes durch Zeus in Θ nicht eingreifen dürfen – Zeus will jetzt die Troer unterstützen –, aber bald gilt das Interesse Agamemnons Großtaten. Weil er sechs Troer-Helden paarweise töten kann, gelangt sein Heer bis vor die Tore der Stadt.
181-217: Doch die lange Szene wird unterbrochen: Zeus sendet Iris zu Hektor; er solle, sobald Agamemnon getroffen werde, vorstoßen, bis er am Abend zu den Schiffen der Achaier gelange. Dies geschieht am Ende von Ο (sprich: Omikron, neutr.)
218-283: Agamemnon kann noch zwei feindliche Helden töten, ehe er verwundet wird, aus der Schlacht ausscheidet und zum Lager fährt.
284-400: Hektor ermutigt seine Gefährten neu, doch seine sich anschließenden Einzelkampf-Szenen, in denen er mehrere unbedeutende Achaier-Helden tötet, werden unterbrochen, als Odysseus und Diomedes sich gegenseitig anspornen; Letzterer kann ihn zurückstoßen, doch Alexandros (=anderer Name für Paris) macht ihn mit einem Pfeilschuss kampfunfähig.
401-488: Alleingelassen kann Odysseus nur kurz noch standhalten, bis auf Zuruf Menelaos und Aias den Verwundeten und Umzingelten retten.
489-574: Aias leistet noch Widerstand, bis er, auch weil Zeus ihm Schrecken einflößt, immer mehr nachgeben muss; Hektor stürmt währenddessen wieder an, meidet aber den Zweikampf mit ihm. Inzwischen (504-520), in einer (nach W. Schadewaldt nach der bukolischen Dihärese des Verses 497 nur scheinbar) eingefügten Szene, hat Alexandros den Arzt und Asklepios-Sohn Machaon verwundet, mit dem Nestor zurück zu den Schiffen losgefahren ist.
575-596: Eurypylos wird, als er Aias zu Hilfe gekommen ist, wie Machaon von einem Pfeil des Alexandros getroffen.

### Λ2(597-848): Die Nestor-Patroklos-Episode
597-654: Patroklos wird von Achill, der den Verwundeten auf Nestors Wagen aus der Ferne sieht, aber nicht erkennt, geschickt nachzusehen, wer dieser denn sei. Bei der Hütte des Nestor angekommen, erkennt Patroklos Machaon und will gehen, wird aber von Nestor aufgehalten. Der eigentliche Zweck des Besuchs gerät in Vergessenheit: als Patroklos zu Achill zurückgekehrt ist, ist von Machaon keine Rede mehr.
655-803: Nestor kritisiert die Haltung des Achill, der das Leid der Achaier durch die Verwundung des Odysseus, Diomedes, Machaon und Eurypylos ignoriere: er selbst aber könne aufgrund seines hohen Alters dem Geschehen nicht mehr entgegenwirken. Er erzählt nun (671-762) von einem Kampf zur Zeit seiner frühen Jugend: schon damals habe er hervorgeragt; der Gegensatz zu Achills Handeln wird deutlich. Peleus als Vater des Achill habe diesem aufgetragen, im Kampf der Beste zu sein, Menoitios als Vater des Patroklos, jenen mit gutem Rat zu unterstützen. Dies soll Patroklos Achill vorbringen, aber selbst mit dessen Gefolgsleuten in den Kampf eintreten, falls Achill nicht überzeugt werden könne; es sei dann ein Leichtes für Patroklos, die Troer zurückzustoßen.
805-848: Auf dem Rückweg trifft Patroklos den schwerverwundeten Eurypylos und spricht mit ihm; an einen Sieg der Achaier glaubt dieser nicht mehr. Patroklos ist ratlos. Er verarztet Eurypylos.

## Sekundärliteratur
In der Sekundärliteratur wird die Bedeutung des 11. Gesanges der Ilias, etwa in Bezug auf die Homerische Frage, besprochen.
- Wolfgang Schadewaldt, Iliasstudien, Berlin 1966 (3. Auflage)